# Cybaeodes gardinii
Cybaeodes gardinii is een spinnensoort uit de familie van de bodemzakspinnen (Liocranidae). De wetenschappelijke naam van de soort werd voor het eerst geldig gepubliceerd in 2024 door Trotta.
De soort komt voor in Italië.